# Arne Tollbom
Henning Arne Emil Tollbom (ur. 20 marca 1911 w Helsinkach, zm. 16 listopada 1971 w Sztokholmie) – szwedzki szpadzista, brązowy medalista olimpijski.
Na igrzyskach olimpijskich w Londynie w 1948 roku Szwedzi w składzie: Frank Cervell, Carl Forssell, Bengt Ljungquist, Sven Thofelt, Per Carleson i Arne Tollbom wywalczyli brązowy medal w turnieju drużynowym. W zawodach indywidualnych nie startował. Był to jego jedyny występ olimpijski.
Nie zdobył medalu mistrzostw świata.